# SN 2007N
SN 2007N – supernowa typu Ia odkryta 21 stycznia 2007 roku w galaktyce M-01-33-12. W momencie odkrycia miała maksymalną jasność 17,30m.